# Aberdare Athletic FC
Aberdare Athletic Football Club byl velšský fotbalový klub sídlící ve městě Aberdare. Založen byl v roce 1893. V roce 1920 vstoupil do anglických profesionálních soutěžích, když se přihlásil do Southern Football League. O sezónu později přistoupil do Football League, kde se stal součástí Third Division South. V roce 1927 byl hlasováním vyloučen z Football League. Nahrazen byl anglickým klubem Torquay United FC. Zanikl v roce 1928. Klubové barvy byly zlatá, černá a bílá.
Své domácí zápasy odehrával na stadionu Athletic Ground.

## Historické názvy
Zdroj: 
- 1893 – Aberdare Athletic FC (Aberdare Athletic Football Club)
- 1927 – Aberdare & Aberaman Athletic FC (Aberdare & Aberaman Athletic Football Club)

## Získané trofeje
- Welsh Football League ( 4× )
  - 1904/05, 1908/09, 1911/12, 1920/21

## Úspěchy v domácích pohárech
Zdroj: 
- FA Cup
  - 3. kolo: 1925/26
- Welsh Cup
  - Finále: 1903/04, 1904/05, 1922/23

## Umístění v jednotlivých sezonách
Stručný přehled
Zdroj: 
- 1904–1905: Rhymney Valley League (Division One)
- 1908–1909: Rhymney Valley League (Division One)
- 1911–1912: Glamorgan League (Division One)
- 1913–1914: Welsh Football League (Division One)
- 1919–1920: Welsh Football League (Division Two)
- 1920–1921: Welsh Football League (Division One)
- 1920–1921: Southern Football League (Welsh Section)
- 1921–1926: Football League Third Division South
- 1927–1928: Southern Football League (Welsh Section)

Jednotlivé ročníky
Zdroj: 
Legenda: Z – zápasy, V – výhry, R – remízy, P – porážky, VG – vstřelené góly, OG – obdržené góly, +/- – rozdíl skóre, B – body, červené podbarvení – sestup, zelené podbarvení – postup, fialové podbarvení – reorganizace, změna skupiny či soutěže
| Wales (1904 – 1921)                                       |                                          |        |    |    |    |    |    |     |     |    |        |
| Sezóny                                                    | Liga                                     | Úroveň | Z  | V  | R  | P  | VG | OG  | +/- | B  | Pozice |
| 1904/05                                                   | Rhymney Valley League (Division One)     | 1      | …  | …  | …  | …  | …  | …   | …   | …  | 1.     |
| …                                                         |                                          |        |    |    |    |    |    |     |     |    |        |
| 1908/09                                                   | Rhymney Valley League (Division One)     | 1      | …  | …  | …  | …  | …  | …   | …   | …  | 1.     |
| …                                                         |                                          |        |    |    |    |    |    |     |     |    |        |
| 1911/12                                                   | Glamorgan League (Division One)          | 1      | …  | …  | …  | …  | …  | …   | …   | …  | 1.     |
| …                                                         |                                          |        |    |    |    |    |    |     |     |    |        |
| 1913/14                                                   | Welsh Football League (Division One)     | 1      | 17 | 5  | 2  | 10 | 20 | 40  | -20 | 12 | 9.     |
| V letech 1914 až 1918 se nehrála žádná pravidelná soutěž. |                                          |        |    |    |    |    |    |     |     |    |        |
| 1919/20                                                   | Welsh Football League (Division Two)     | 2      | 16 | 12 | 3  | 1  | 46 | 12  | +34 | 27 | 1.     |
| 1920/21                                                   | Welsh Football League (Division One)     | 1      | 42 | 27 | 7  | 8  | 90 | 37  | +53 | 61 | 1.     |
| Anglie (1920 – 1928)                                      |                                          |        |    |    |    |    |    |     |     |    |        |
| Sezóny                                                    | Liga                                     | Úroveň | Z  | V  | R  | P  | VG | OG  | +/- | B  | Pozice |
| 1920/21                                                   | Southern Football League (Welsh Section) | –      | 20 | 12 | 3  | 5  | 29 | 23  | +6  | 27 | 2.     |
| 1921/22                                                   | Third Division South                     | 3      | 42 | 17 | 10 | 15 | 57 | 51  | +6  | 44 | 8.     |
| 1922/23                                                   | Third Division South                     | 3      | 42 | 9  | 11 | 22 | 42 | 70  | -28 | 29 | 21.    |
| 1923/24                                                   | Third Division South                     | 3      | 42 | 12 | 14 | 16 | 45 | 58  | -13 | 38 | 12.    |
| 1924/25                                                   | Third Division South                     | 3      | 42 | 14 | 9  | 19 | 54 | 67  | -13 | 37 | 18.    |
| 1925/26                                                   | Third Division South                     | 3      | 42 | 17 | 8  | 17 | 74 | 66  | +8  | 42 | 9.     |
| 1926/27                                                   | Third Division South                     | 3      | 42 | 9  | 7  | 26 | 62 | 101 | -39 | 25 | 22.    |
| 1927/28                                                   | Southern Football League (Welsh Section) | –      | 30 | 12 | 6  | 12 | 62 | 68  | -6  | 30 | 8.     |